# Baška (Horvátország)
Baška falu és község Horvátországban Tengermellék-Hegyvidék megyében. Közigazgatásilag Batomalj, Draga Bašćanska és Jurandvor települések tartoznak hozzá.

## Fekvése
A Krk sziget délkeleti részén az azonos nevű tágas öbölben fekszik. Baška a sziget legdélibb települése, itt ér véget a szigeten végigfutó fő közlekedési útvonal. Baška mintegy harminc kavicsos stranddal rendelkezik, melyek közül a legszebb és legnagyobb a Vela plaža. A Vela plažát számos vendéglő, lokál, pizzéria, kávéház, bár, szálloda és magánszállás övezi. A Vela plaža mintegy 1800 méter hosszú természetes kavicsos strand, akár több ezer fürdőzőt is fogadhat egyszerre. Sekély vize miatt különösen alkalmas gyermekek és úszni nem tudók számára. 1999-ben elnyerte a kiváló minőségű európai strandok kék zászlaját, melyet az Alapítvány a Környezetvédelmi Oktatásért nevű nemzetközi szervezet (FEEE) adományoz.

## Története
A környező barlangokban talált régészeti leletek tanúsága szerint területén már a történelem előtti időben is éltek emberek. Első ismert lakói az illírek egyik törzse a japodok voltak. Az illír települések helyén az 1. századtól a szigeten több helyen is római települések fejlődtek ki. Baška keletkezése ennél később 418-ban történt a mai település felett emelkedő Szent János (Sv. Ivan) nevű magaslaton. A rómaiak után bizánci uralom következett, majd a 7. században az avarok segédnépeként a horvátok ősei érkeztek ide. A horvátok újjáépítették a szigeten talált illír erődítményeket.
Krket 1001-ben a velenceiek foglalták el, majd rövid ideig a fiatal horvát állam fennhatósága alá tartozott. 1118-ban újra Velence foglalta el és vazallusa, egy helyi nemesi család, az 1430-tól Frangepánoknak nevezett Vegliai hercegi család őse Dujam gróf (Duymus comes) igazgatása alá rendelte. Baška várkastélyát 1232-ben említik először ’’castelum Besca’’ alakban. A mai Baška a 14. században alakult ki a várkastélyból és az öböl melletti településből. I. Lajos magyar királynak a Velence ellen viselt háborúja során a velenceiek felgyújtották a várkastélyt, így a település központja végleg az öböl mellé került. Baška vált a sziget legfontosabb kikötőjévé és a sziget fő bejáratává. A Frangepánok krki uralma 1480-ig tartott, amikor Velence tartva attól, hogy a Mátyás magyar király elfoglalja Frangepán VII. Jánost a sziget átadására bírta. Ezt követően Krk szigetét a Velence által kinevezett kormányzók, velencei nemesek igazgatták, akik viszonylagos önállóságot élveztek. A 16. század elején a török veszély miatt a kontinens területeiről számos menekült érkezett ide. 1797-ben a napóleoni háborúk egyik következménye a Velencei Köztársaság megszűnése volt. Napóleon bukása után 1813-ban Krk osztrák kézre került. Ausztria 1822-ben a Kvarner szigeteivel együtt elválasztotta Dalmáciától és Isztriával kapcsolta össze, mely közvetlenül Bécs irányítása alá tartozott. 1867 és 1918 között az Osztrák–Magyar Monarchia része volt.
A turizmus fejlődésével a településnek is lépést kellett tartania. 1908-ban megalakult a helyi szépítő egyesület. 1906-ban felépült az első szálloda a Hotel Zvonimír. 1908-ban kiépült a strand és a 18 kabinos fürdőépület. Elkezdődött a turistautak szervezése, szállodák, panziók, villák és más vendéglátóhelyek nyíltak. 1911-ben megnyílt a Baška szálloda. 1914-ben már elérte a kétezret a vendégek száma, megnyílt a Velebit és a Volarić szálló. A következő években az I. világháború miatt a turizmus szünetelt. Az Osztrák-Magyar Monarchia bukását rövid olasz uralom követte, majd a település a Szerb–Horvát–Szlovén Királyság része lett. 1922 és 1929 között újra fellendült a turistaforgalom, a legtöbb vendég cseh és szlovák volt, de nagy számban jöttek osztrákok, németek olaszok is. 1922-ben felépült a Hotel Kvarner, 1928-ban a Hotel Europa, 1930-ban a Hotel Triglav. Baškára 641 háztartásba és szállodába bevezették az elektromos áramot.
A második világháború idején előbb olasz, majd német csapatok szállták meg. A háborút követően újra Jugoszlávia része lett. 1953-ban megalakult a baškai turisztikai egyesület. 1955-ben megindultak a háború utáni első külföldről szervezett turistautak. 1967-ben megépült a Zablaće autóskemping. 1969-ben megindult a Zengg-Lopar-Baška kompforgalom. 1970-ben felépült az ezer főt is befogadni képes Hotel Corinthia és megnyílt a helytörténeti múzeum. 1978-ban megnyílt a Bunculuka naturista kemping a település közvetlen szomszédságában keletre eső első öbölben, öt perc sétára a tengerparton. 1971 és 1984 között az itt töltött vendégéjszakák száma 162 ezerről 400 ezerre növekedett. 1991-ben Baška az önálló horvát állam része lett. 1994-ben Baška önálló község lett. 2011-ben a településnek 981, a községnek összesen 1668 lakosa volt.

## Lakosság
| Lakosság változása | Lakosság változása | Lakosság változása | Lakosság változása | Lakosság változása | Lakosság változása | Lakosság változása | Lakosság változása | Lakosság változása | Lakosság változása | Lakosság változása | Lakosság változása | Lakosság változása | Lakosság változása | Lakosság változása | Lakosság változása |
| ------------------ | ------------------ | ------------------ | ------------------ | ------------------ | ------------------ | ------------------ | ------------------ | ------------------ | ------------------ | ------------------ | ------------------ | ------------------ | ------------------ | ------------------ | ------------------ |
| 1857               | 1869               | 1880               | 1890               | 1900               | 1910               | 1921               | 1931               | 1948               | 1953               | 1961               | 1971               | 1981               | 1991               | 2001               | 2011               |
| 1811               | 1989               | 2050               | 2058               | 2047               | 1685               | 1550               | 1596               | 1117               | 1016               | 857                | 825                | 776                | 816                | 901                | 981                |

## Nevezetességei
- A Szentháromság tiszteletére szentelt plébániatemploma 1723-ban épült barokk stílusban. Háromhajós építmény, melynek nyolc oltára van, oltárképeit Franjo Jurić (18. század), valamint a velencei Paulo Campus (16. század) és Jacopo Palma (17. század) festette. A templom őrzi a Frangepán hercegek ajándékát egy értékes ezüst keresztet. Harangtornya 1766-ban épült, magassága 28 méter.[6]
- Keresztelő Szent János tiszteletére szentelt egykori plébániatemploma a településtől keletre emelkedő 126 méteres magaslaton található. A templom a 11. században épült harangtornya, melyet Staracnak neveznek a legrégibb ezen a vidéken, 1431-ből származik. A 19. század elején a templomot elhagyták, de a kolerajárvány után újjáépítették. Mellette temető található, ahova a baškaiak évszázadok óta temetkeztek. A templomtól nagyszerű kilátás nyílik a Baškai-öbölre és környékére.[6]
- A Goricai Szűzanya tiszteletére szentelt templomát a 15. század elején építették. Oltárképét Celestin Medović festette. 1594-ben készített harangjáról nevezetes, melyet hagyományosan a püspök látogatásakor szólaltatnak meg. A templom nevét a jurandvori “Goričica” nevű kis magaslatról kapta, ahova eredetileg építették. A legnagyobb Mária templom a püspökség területén. A templomhoz egy 237 lépcsőfokból álló lépcsősoron lehet feljutni, melyet a 19. században építettek.[6]
- A Szent Márk kápolnát 1514-ben építették. A baškai nagy strand a Vela plaža és a Hotel Atrium Residence mellett található. A kápolna alatt az 5. században épített ókori bazilika mozaikpadlójának maradványait és egy kora keresztény keresztelő medencét találtak. A feltárt bazilika méretei arra engednek következtetni, hogy a baškai völgyben az ókorban népes település volt. A kápolna a nyári hónapokban nyitva van a látogatók számára.[6]
- Baška országszerte híres az itt talált és a településről elnevezett Baškai tábláról ami a legrégibb horvát nyelvemlék. Érdekesség, hogy a kőtáblát valójában nem itt, hanem a szomszédos Jurandvor falu Szent Lúcia templomában találták meg. Az 1100-ból származó és 1851-ben Petar Dorčić baškai pap által felfedezett kőtáblán egy adományozásról esik szó, amelynek során Dmitar Zvonimir horvát király egy bencés apátság számára adományozott földterületet.[7] A díszes táblán látható tizenhárom soros szöveget a glagolita ábécé betűivel írták. Eredetijét ma Zágrábban a Horvát Tudományos és Művészeti Akadémián őrzik, a jurandvori templomban másolata látható.[6]

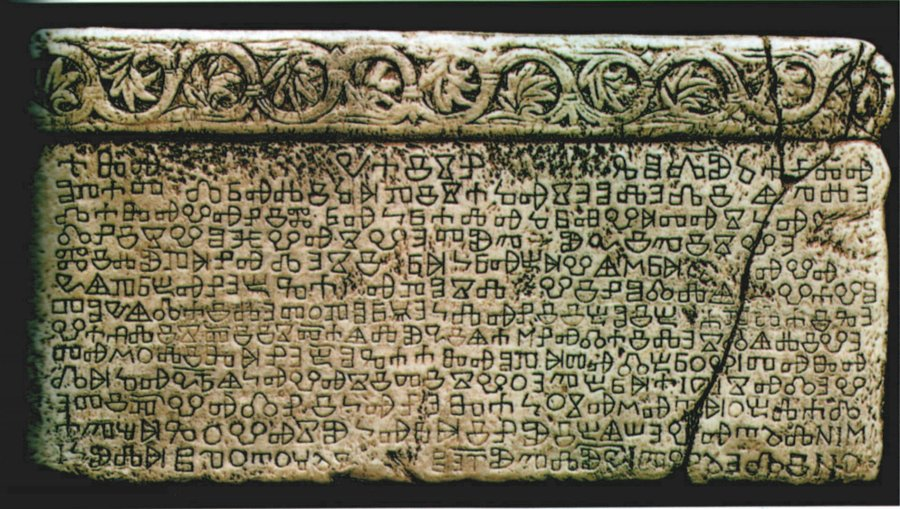
A Baška tábla

- A glagolita ösvényt a baškai völgyben építették az ősi horvát írás emlékére. Az ösvény mentén 34 glagolita betűt formázó kőszobrot helyeztek el. Közülük a négy nagyobb méretű szobor Ljubo De Karina akadémiai szobrászművész alkotása, míg a harminc kisebb méretűt helyi szobrászok alkották. Az alkotások mentora és művészeti vezetője Ljubo De Karina volt. Az alkotásokat egy 35-dik szoborral is kiegészítették a glagolita írást megalkotó ószláv papok tiszteletére. Minden szobor lábánál vörösréz magyarázó táblával van ellátva. Az ösvény alkotásainak elkészítését 2009-ben fejezték be.[6]
- A baškai helytörténeti múzeumot 1970-ben nyitották meg. A múzeumban néprajzi gyűjtemény, régi tárgyak és konyhai felszerelések tekinthetők meg. Emeletén emlékszobát rendeztek be dr. Zdenka Čermak cseh származású orvos tiszteletére, aki itt élt és alkotott mint fürdő és körorvos és elévülhetetlen érdemei vannak a település fürdőkultúrájának fejlesztésében.[6]
- Baškától keletre, a Sokol-félsziget bejáratánál egy 113 méteres magaslaton fekvő Korintija egy kis bizánci város volt, mely akropoliszával, külvárosával és alsó városával, az Adriai-tengeri vízi út egyik fontos pontján létesült a 6. században. Kikötője melletti öbölben is volt egy település egy kis Szent Miklós templommal, mely egy nagyobb, a 6. századtól származó bazilika alapjaira épült, a közelében egy másik kisebb templom található, három apszissal, ismeretlen titulussal.[8]

## Népszokások és hagyományok
- A baškai népviselet egykor a mindennapi élet részét képezte. A férfiak fekete nadrágot, hosszú szárú fehér pamutharisnyát, fehér inget és hosszú ujjú fekete felsőruhát vagy fekete mellényt, fejükön hátul vállig lelógó kék vagy fekete sapkát viseltek. A fiatal nők színes szoknyát és kötényt, fehér blúzt, az idősebbek sötét szoknyát és kötényt, sötét blúzt fejükön fehér, nagy sálszerű kendőt viseltek. A gyermekek színes, az özvegyek sötét ruhát hordtak. Mára a népviselet a mindennapi életben megszűnt, de a ŠOTO kulturális egyesület rendezvényeinek köszönhetően főként a nyári hónapokban alkalmanként még látható.[9]
- A helyi népszokások az egyházi ünnepekhez és az emberek életéhez kötődnek. A legnevezetesebb a „Bašćanski pir” (Baskai lakodalom), mely a népi elnevezése az 1972 óta minden évben megrendezett népi esküvőnek. A lánykérés régi szokását eleveníti fel az esküvővel és az azt követő össznépi vigassággal.[9]
- A Halászok napját (Ribarski dan) 1910-ben rendezték meg először a strandon megrendezett hálóhúzó versennyel, melyet mulatság követ. Ma augusztus elején rendezik meg kifejezetten a turisták számára.[9]
- A KD ŠOTO baškai kulturális egyesület minden évben megrendezi a Zasopimo, zatancajmo elnevezésű népzenei seregszemlét. Ezen mindig nagy számú folklórcsoport vesz részt nemcsak a sziget, hanem az egész megye, sőt az ország más területeiről is, ahol a vendégek megismerhetik gazdag és színes kulturális hagyományaikat.[9]
- Évente nyaranta kerül megrendezésre a Baškai Kulturális Nyár (Bašćansko Kulturno Ljeto) kulturális eseménye sok-sok látnivalóval.

## Közlekedése
Baška a sziget legdélibb települése, itt ér véget a szigeten végigfutó fő közlekedési útvonal. A településről több hajójárat közlekedik a környék lakatlan szigeteire vagy a szárazföldre, illetve bizonyos időszakokban Rabra.

## Galéria
- Baška központja az öböl felől
- Baška és az öböl látképe északról
- A Keresztelő Szent János templom a régi temetővel
- A baškai Vela Plaža látképe
- A Szent Márk kápolna esti fényben
- A kikötő
- A Szentháromság plébániatemplom
- A plébániatemplom belső tere